# Melampsoridium hiratsukanum
Melampsorídium hiratsukánum (лат.) — вид ржавчинных грибов, относящийся к роду Melampsoridium семейства Пукциниастровые (Pucciniastraceae).
Разнохозяинный ржавчинный гриб, поражающий ольху и лиственницу. Происходит с Дальнего Востока, однако начиная с 1990-х годов активно распространяется в Европе и Северной Америке.

## Описание
Спермогонии и эции образуются на лиственнице. Спермогонии линзовидной формы, образуются по обе стороны хвоинок. Эции яйцевидные до эллиптических, 0,5—2 мм в диаметре, жёлто-оранжевые, образуются с нижней стороны хвоинок, расположены в рядах вдоль главной жилки, либо беспорядочно. Перидий состоит из угловатых клеток 23—36 × 14—20 мкм, внутренняя его оболочка бородавчатая, до 12 мкм толщиной. Эциоспоры оранжево-жёлтые в массе, шаровидные, яйцевидные или эллипсоидальные, 19—26 × 15—20 мкм, с неокрашенной в основном мелкобородавчатой оболочкой 1,8—2,5 мкм толщиной.
Урединии и телии образуются на ольхе. Урединии формируются на нижней стороне листьев, оранжево-жёлтые, на красновато-бурых участках, рассеянные или собранные в группы, округлые или эллиптические, 0,2—0,4 мм в диаметре. Перидий из неправильно угловатых тонкостенных клеток 8—18 мкм в диаметре. Клетки вокруг остиолы вытянуты в шипики до 56 мкм. Урединиоспоры в массе оранжево-жёлтые, широкояйцевидные до продолговатых, 17—32,5 × 7—15 мкм, с неокрашенной мелкошиповатой оболочкой 1,2—1,8 мкм толщиной, с 4—6 порами. Телии также формируются на нижней стороне листьев, образуют оранжево-жёлтые до жёлто-бурых корочки. Телиоспоры в массе светло-бурые, продолговатые, булавовидные, призматические, 32—45 × 10—16 мкм, с гладкой оболочкой 1—1,2 мкм толщиной.

## Таксономия
Вид описан по образцам, собранным Наохару Хирацукой в Японии на листьях ольхи пушистой в 1900 году.
Melampsoridium hiratsukanum S.Ito ex Hirats.f., Journ. Coll. Agric. Hokkaido Imper. Univ.. 21: 10 (1927).
- [syn.  Melampsora alni auct.]
- [syn.  Melampsoridium alni auct.]

## Ареал
Природный ареал вида — Дальний Восток (в России — Амурский и Хабаровский края, Южный Сахалин, Южно-Курильские острова).
В 1996 году вид был впервые выявлен в Европе — в Эстонии, Латвии и Литве, в 1997 году обнаружен также в Финляндии, Германии, Польше, Австрии, впоследствии найден и в других странах Европы. В 1998 году найден в Санкт-Петербурге, в 2010 году выявлен в Сочи. В Европе, как правило, телии не образуются, и гриб существует преимущественно в стадии урединиев, поражая только ольху. Распространение вида в Европе может быть связано с широким введением в культуру лиственницы даурской, саженцы которой могли быть заражены.
Подтверждено присутствие вида в Британской Колумбии.

## Значение
В Европе, в частности, в Австрии и Венгрии, где гриб часто встречается в массе, Melampsoridium hiratsukanum может вызывать раннее облетание листьев ольхи. Энфитотии в древесных питомниках могут вызывать трудности в получении жизнеспособных сеянцев ольхи.